# Nancy Kelly
Nancy Kelly (* 25. März 1921 in Lowell, Massachusetts; † 2. Januar 1995 in Bel Air, Los Angeles, Kalifornien) war eine US-amerikanische Film- und Theaterschauspielerin. Sie begann ihre Karriere als Kinderdarstellerin. Ihren größten Erfolg hatte sie mit dem Bühnenstück Böse Saat und dessen Verfilmung, für das sie einen Tony Award erhielt und für den Oscar nominiert wurde.

## Leben
Nancy Kelly war die jüngere Schwester des Schauspielers Jack Kelly. Ihre Schulausbildung genoss Kelly an der Bentley School for Girls und an der Saint Lawrence Academy im kalifornischen Santa Clarita. Sie war ein Kindermodel und stand bereits seit ihrem fünften Lebensjahr für Stummfilme vor der Kamera. Ihr Filmdebüt war das Gesellschaftsdrama The Untamed Lady von 1926. Fünf Jahre später, im Jahr 1931, stand sie erstmals am Broadway auf der Bühne. In den 1930er-Jahren arbeitete sie auch beim Radio und war beispielsweise regelmäßig in der CBS-Radio-Radiosendung The March of Time zu hören.
Nach vielen Bühnenerfahrungen wurde Kelly Ende der 1930er-Jahre von 20th Century Fox unter Vertrag genommen. Ihr erster Film unter dem Vertrag war Submarine Patrol von John Ford aus dem Jahr 1938, wo sie gleich die weibliche Hauptrolle hatte. Im darauffolgenden Jahr trat sie in dem Western Jesse James, Mann ohne Gesetz von Henry King als Filmpartnerin von Tyrone Power auf. Erneut unter Regie von King spielte sie noch im selben Jahr im Abenteuerfilm Stanley und Livingstone an der Seite von Spencer Tracy. In den 1940er-Jahren spielte Kelly weibliche Hauptrollen in mehreren Kriegsfilmen und wirkte neben Johnny Weissmüller an dem Tarzan-Film Tarzan, Bezwinger der Wüste, aber insgesamt verlor sich ihre Karriere zusehends in B-Filmen. Ab Mitte der 1940er-Jahre wandte sie sich daher wieder zusehends Bühnenrollen zu.
Einen Erfolg am Broadway hatte Kelly 1949 in der Uraufführung des Theaterstückes The Big Knife von Clifford Odets. 1955 wurde sie für ihre Darstellung einer Mutter, die feststellen muss, dass ihre Tochter bösartiger Natur ist, in dem Theaterstück The Bad Seed mit dem Tony Award als Beste Hauptdarstellerin ausgezeichnet. Als das Stück ein Jahr später, 1956, in einen Film adaptiert wurde, verkörperte Kelly erneut die Rolle der Mutter. Hierfür wurde sie 1957 von der Academy für den Oscar in der Kategorie Beste Hauptdarstellerin nominiert.
Trotz dieses Erfolges blieb Böse Saat ihr letzter Kinofilm. Zu sehen war Kelly danach vor allem als Gastdarstellerin in Fernsehserien, die hauptsächlich in den USA bekannt wurden. In späteren Jahren spielte sie unter anderem in Edward Albees Theaterstücken Wer hat Angst vor Virginia Woolf? und Box-Mao-Box; Quotations From Chairman Mao Tse-tung. Sie spielte auch in Komödien wie Neil Simons Gingerbread Lady. In den 1970er-Jahren hatte sie ihre letzten Rollen bei Theater und Fernsehen, ehe sie sich aus dem Schauspielgeschäft zurückzog.
Nancy Kelly war dreimal verheiratet. So heiratete sie im Februar 1941 den Schauspieler Edmond O’Brien; die Scheidung erfolgte bereits ein Jahr später, im Februar 1942. Zwischen 1946 und 1950 war Kelly mit dem Kameramann Fred Jackman Jr. verheiratet, und zuletzt von 1955 bis 1968 mit dem Theaterproduzenten Warren Caro. In allen Fällen endete die Ehe mit der Scheidung. Mit Caro bekam Kelly im Januar 1957 ihr einziges Kind, Tochter Kelly Caro. Sie starb 1995, im Alter von 73 Jahren, an den Komplikationen ihres Diabetes mellitus.
Ein Stern auf dem Hollywood Walk of Fame in der Kategorie Film erinnert an die Schauspielerin.

## Auszeichnungen
- 1957: Oscar-Nominierung, Beste Hauptdarstellerin für: The Bad Seed

## Filmografie (Auswahl)
- 1926: The Untamed Lady
- 1926: Eheketten (Mismates)
- 1926: Der große Gatsby (The Great Gatsby)
- 1929: The Pig’s Curly Tail (Kurzfilm)
- 1938: Submarine Patrol
- 1939: Jesse James, Mann ohne Gesetz (Jesse James)
- 1939: Frontier Marshal
- 1939: Stanley und Livingstone (Stanley and Livingstone)
- 1940: One Night in the Tropics
- 1941: Scotland Yard
- 1942: Fly-By-Night
- 1942: To the Shores of Tripoli
- 1942: Friendly Enemies
- 1943: Tarzan, Bezwinger der Wüste (Tarzan’s Desert Mystery)
- 1945: Song of the Sarong
- 1945: Woman Who Came Back
- 1946: Murder in the Music Hall
- 1953–1956: Studio One (Fernsehserie, 4 Folgen)
- 1956: Crowded Paradise
- 1956: Böse Saat (The Bad Seed)
- 1957: Suspicion (Fernsehserie, Folge 1x01 Die Bombe im Keller)
- 1963: Alfred Hitchcock zeigt (The Alfred Hitchcock Hour, Fernsehserie, Folge 1x23)
- 1975: The Impostor (Fernsehfilm)
- 1975: Bronk (Fernsehserie, Folge 1x04)
- 1977: Mord aus heiterem Himmel (Murder at the World Series, Fernsehfilm)